# Gé van Dijk
Pour les articles homonymes, voir Van Dijk.
Gerard Jan van Dijk, né le 15 août 1923 à Amsterdam et mort le 29 mai 2005, était un joueur néerlandais de football.
Gerard van Dijk évolua à l'Ajax Amsterdam entre 1943 et 1957. Il fait partie du Club van 100. Il fut deux fois champion des Pays-Bas en 1947 et 1957. Deux sélections en équipe des Pays-Bas de football entre 1947 et 1948.